# .eg
.eg là tên miền Internet cấp cao nhất dành cho quốc gia (ccTLD) của Ai Cập. Bất kỳ thực thể nào muốn đăng ký tên miền kết thúc bằng.eg phải có đại diện hoặc tên miền phải được lưu trữ ở máy chủ DNS Ai Cập.

## Tên miền cấp hai
Có 8 tên miền cấp 2. Việc đăng ký tên miền cấp 3 phải đặt ở dưới các tên này.
- eun.eg: Mạng Đại học Ai Cập.
- edu.eg: Trang giáo dục.
- sci.eg: Trang khoa học.
- gov.eg: Trang chính phủ.
- com.eg: Trang thương mại.
- org.eg: Tổ chức của Ai Cập.
- net.eg: Mạng.
- mil.eg: Trang quân sự.